# Tonzilamina
La tonzilamina è un farmaco ad attività antistaminica, ma anche con una evidente attività anticolinergica, utilizzato per il controllo del prurito, in particolare in preparazioni topiche oculari.